# Миф о вечном возвращении
«Миф о вечном возвращении» (фр. «Le mythe de l'éternel retour. Archétypes et répétitions») — одна из важнейших концептуальных работ румынского историка религий Мирчи Элиаде, впервые опубликованная в Париже в 1949 году. Издавалась также под названием «Космос и история».
Книга посвящена тому, как человек переживает и интерпретирует историю. В ней описывается мифологический взгляд на мир, присущий традиционным и архаическим обществам, взгляд на мир, который противостоит конкретному историческому времени и характеризуется ностальгией по возврату в мифологическое время. Такая жизненная позиция помогала представителям традиционных обществ поддерживать связь между ними и космосом. В книге также рассматриваются различия между этой позицией и позицией людей в современном обществе.

## Содержание по главам
Книга «Миф о вечном возвращении» разделена на четыре части.
- В первой части, «Архетипы и повторяемость», рассматриваются небесные архетипы ландшафтов, храмов и поселений, символическое значения центра для традиционной культуры, постоянное повторение космогонии, божественные модели ритуалов и архетипы профанической деятельности. В конце первой части затрагиваются отношения мифов и исторического процесса.

- Вторая часть, «Возрождение времени», обсуждает значение года и смены лет для «примитивных» обществ. В ней также рассказывается о постоянном обновлении времени благодаря периодическим ритуалам, повторяющим процесс создания мира.

- Третья часть, «Несчастье и история», посвящена тому, как традиционные общества рассматривают проблему страдания и как связывают страдания с историей. Здесь же дается описание представлений об истории как о иерофании.

- Четвёртая часть книги, «Ужас перед историей», показывает, как мифу о вечном возвращении удаётся сохраниться даже в современном мире. Обсуждаются проблемы историцизма и вопросы свободы воли в историческом процессе.

Впервые «Миф о вечном возвращении» был опубликован в 1949 году в Париже издательством Librarie Gallimard под названием «Le Mythe de l’éternel retour». Сам Мирча Элиаде считал эту книгу своей наиболее важной работой и рекомендовал начинать изучение истории религии и «примитивных» обществ именно с неё.